# Bělorusko na Zimních olympijských hrách 1998
Bělorusko na Zimních olympijských hrách 1998 reprezentovalo 59 sportovců, z toho 44 mužů a 15 žen v 9 sportech.

## Medailisté
| Medaile | Jméno              | Sport                | Disciplína                     |
| ------- | ------------------ | -------------------- | ------------------------------ |
| Bronz   | Aleksey Aydarov    | biatlon              | muži závod jednotlivců (20 km) |
| Bronz   | Dmitrij Daščinskij | akrobatické lyžování | muži akrobatické skoky         |